# Dianthus persicus
Dianthus persicus är en nejlikväxtart som beskrevs av Heinrich Carl Haussknecht. Dianthus persicus ingår i släktet nejlikor, och familjen nejlikväxter. Inga underarter finns listade i Catalogue of Life.